# ORF / 1968–70
ORF / 1968–70 ist ein Kompilationsalbum des Erich Kleinschuster 6tet mit Joe Henderson und Dusko Goykovich. Die 1968 und 1969/1970 im ORF Studio Wien entstandenen Aufnahmen erschienen am 1. Juli 2022 als Doppelalbum auf dem britischen Label WallenBink.

## Hintergrund
Durch seine Tätigkeit beim österreichischen Rundfunk konnte Erich Kleinschuster in den Jahren um 1970 immer wieder prominente Gastsolisten wie die Saxophonisten Joe Henderson, Clifford Jordan oder John Surman, die Trompeter Charles Tolliver, Carmell Jones oder Dusko Goykovich sowie den Posaunisten Slide Hampton nach Wien holen, um mit seinem Sextett im Funkhaus in der Argentinierstraße Rundfunkaufnahmen einzuspielen. Musik, die viele Jahre im Archiv des Wiener Funkhauses schlummerte, machte Frank Parry, Inhaber des britischen Vinyl-Labels WallenBink Records, im Rahmen dreier Doppel-LPs wieder öffentlich zugänglich.
Joe Henderson brachte in die Session am 13. Oktober 1968 Material aus seinem eigenen Album The Kicker ein, das er im Vorjahr in Sextettbesetzung (mit Mike Lawrence, Grachan Moncur III, Kenny Barron, Ron Carter und Louis Hayes) eingespielt hatte, außerdem ältere Stücke wie „Recorda Me“ (vom Henderson-Album Page One, 1963), „Inner Urge“ vom gleichnamigen Album von 1964, und „Serentity“ (von In 'n Out, 1965). Mit dem Trompeter Dusko Goykovich, der seit 1968 in München beheimatet war und als Solist u. a. in der Kenny Clarke/Francy Boland Big Band und bei Kurt Edelhagen arbeitete, spielte das Kleinschuster-Sextett am 2. Dezember 1969 bzw. am 9. und 15. Januar 1970 u. a. dessen Kompositionen „Sega Se Karame“, und „Madison Walk“ ein. 1971 wurde das Sextett von Kleinschuster Teil der ORF-Big Band, arbeitete aber daneben eigenständig weiter. 1972 legte es sein gleichnamiges Doppelalbum bei MPS vor, im Folgejahr ein Live-Album bei Preiser Records.
Die Aufnahmen des Erich Kleinschuster 6tet mit Clifford Jordan und Charles Tolliver erschienen ebenfalls 2022 auf dem Album ORF / 1968–69, mit Carmell Jones, Slide Hampton und Art Farmer auf ORF / 1968–71.

## Titelliste
- Erich Kleinschuster 6tet, Joe Henderson & Dusko Goykovich: ORF / 1968–70 (WallenBink – WB015)[4]

A1 Erich Kleinschuster Sextett, Joe Henderson – Mamacita 5:40 (Joe Henderson)

A2 Erich Kleinschuster Sextett, Joe Henderson – Recorda Me 6:33 (Joe Henderson)

A3 Erich Kleinschuster Sextett, Joe Henderson – Chelsea Bridge 4:44 (Billy Strayhorn)

B1 Erich Kleinschuster Sextett, Joe Henderson – Inner Urge 5:12 (Joe Henderson)

B2 Erich Kleinschuster Sextett, Joe Henderson – The Kicker 5:56 (Joe Henderson)

B3 Erich Kleinschuster Sextett, Joe Henderson – Serenity 4:53 (Joe Henderson)

C1 Erich Kleinschuster Sextett, Dusko Goykovich – Formel 7:31 (Erich Kleinschuster)

C2 Erich Kleinschuster Sextett, Dusko Goykovich – Tell It Like It Is 5:29 (Erich Kleinschuster)

C3 Erich Kleinschuster Sextett, Dusko Goykovich – A Dream Realized 5:31 (Dusko Goykovich)

D1 Erich Kleinschuster Sextett, Dusko Goykovich – Sega Se Karame 7:28 (Dusko Goykovich)

D2 Erich Kleinschuster Sextett, Dusko Goykovich – As Usual 4:04 (Robert Politzer)

D3 Erich Kleinschuster Sextett, Dusko Goykovich – Madison Walk 4:36 (Dusko Goykovich)

D4 Erich Kleinschuster Sextett, Dusko Goykovich – Moustache 4:15 (Hans Salomon)

## Rezeption
Das Sextett des Grazer Posaunisten Erich Kleinschuster war ab seiner Gründung 1966 in Wien zumindest für ein Jahrzehnt eines der aktivsten, auch international bekanntesten, Aushängeschilder des Jazz in Österreich, so Andreas Felber in der ORF-Sendung Österreich 1 Jazznacht. Die Besetzung mit dem Saxophonisten Hans Salomon und den Pianisten Harald Neuwirth oder Fritz Pauer wäre die einer All-Star-Band, wobei mit Trompeter Art Farmer und Bassist Jimmy Woode immer wieder auch internationale Jazzprominenz zur Besetzung gehörte.